# فاطمة حمامي
فاطمة حمامي نصر آبادي (1 فبراير 1989، سفيد شهر، كاشان) هي رسامة إيرانية. تستعمل قدمها في الرسم بسبب إعاقتها الجسدية وترسم لوحات لاعبي كرة القدم بواسطة قدمها.
أقامت عدة معارض لأعمالها في آران وكاشان وأصفهان. شكرها حساب الدوري الإسباني الرسمي على تويتر على أعمالها. وخلال رحلة كريستيانو رونالدو إلى إيران لمباراة النصر ضد برسبوليس، التقت بكريستيانو رونالدو وقدمت لهُ لوحتين رسمت فيها وجه كرستيانو رونالدو.